# Lore Gillis
Pour les articles homonymes, voir Gillis.
Lore Gillis est une joueuse de volley-ball belge née le 29 novembre 1988. Elle mesure 1,87 m et joue au poste d'attaquante.

## Clubs
| Club             | De        | À         |
| ---------------- | --------- | --------- |
| VC Hechtel       |           | 2006-2007 |
| Datovoc Tongeren | 2007-2008 | 2007-2008 |
| VDK Gent Dames   | 2008-2009 | 2011-2012 |
| VC Oudegem       | 2012-2013 | 2017-2018 |
| As VC            | 2018-2019 | 2018-2019 |
| VLV              | 2019-2020 | …         |

## Palmarès

### Équipe nationale
- Ligue européenne
  - Finaliste : 2013.

### Clubs
- Championnat de Belgique
  - Vainqueur : 2010, 2011, 2012.
  - Finaliste : 2017, 2018.
- Coupe de Belgique
  - Vainqueur : 2009, 2013.
  - Finaliste : 2011, 2018.
- Supercoupe de Belgique
  - Vainqueur : 2009, 2011.
  - Finaliste : 2013.